# نینجای آمریکایی ۳: شکار خونین
نینجای آمریکایی ۳: شکارخونین (به انگلیسی: American Ninja 3: Blood Hunt) یک فیلم رزمی و اکشن آمریکایی محصول سال ۱۹۸۹ با بازی دیوید برادلی می‌باشد. که همچین دنباله‌ای بر فیلم نینجای آمریکایی ۲: رویارویی (۱۹۸۷) محسوب می‌شود. قسمت بعدی این فیلم در سال ۱۹۹۱ با عنوان نینجای آمریکایی ۴: نابودی منتشر شد.